# Good Morning Good Morning
«Good Morning Good Morning» (en español: «Buenos Días Buenos Días») es una canción escrita por John Lennon, (acreditado por Lennon-McCartney) grabado y publicado por la banda de rock The Beatles, lanzado al mercado el 26 de mayo de 1967 para el álbum Sgt. Pepper's Lonely Hearts Club Band.

## Inspiración
La inspiración para esta canción vino a Lennon de un comercial de televisión hecho para los Corn Flakes de Kellogg's. El estribillo iba Good morning, good morning, the best to you each morning, sunshine breakfast, Kellogg's Corn Flakes, crisp and full of fun, que se puede traducir como: Buenos días, buenos días, lo mejor para usted cada mañana, desayuno al amanecer, Corn Flakes de Kellogg's, crujientes y llenos de diversión.
La línea It's time for tea and Meet the Wife (que se puede traducir como Es hora del té y Encontrarse con la Esposa) refiere a la serie de comedia de la BBC "Meet the Wife", protagonizada por Thora Hird y Freddie Frinton, la cual comenzó a emitirse en 1963 y fue transmitida durante tres años.

## Composición
La pista principal fue grabada el 8 de febrero de 1967, añadiendo pistas adicionales el 16 de febrero (vocales y bajo), 13 de marzo (sección de metales), 28 de marzo (voces de apoyo y solo de guitarra), y el 29 de marzo (sonidos de animales). El solo de guitarra fue interpretado por Paul McCartney en una guitarra Fender Esquire.
A petición de Lennon, George Martin llevó a Sounds Incorporated para tocar la sección de metales con su sonido de saxofón singular. Lennon le pidió a Martin arreglar ruidos de animales, los cuales pueden ser escuchados al final de la canción, pues cada animal era capaz de devorar o asustar al animal que venía antes que él.
Teniendo un título tan apacible, la canción es altamente agresiva. Con saxofón ruidoso, ruidos de animales, tambores, grandes y fuertes vocales y gran cantidad de guitarras, es una llamada de despertar bastante poderosa.
Esta canción incluye una interpretación de Ringo Starr utilizando doble bombo [cita requerida]
El efecto de sonido final de una gallina fue acomodado para que se transformara en el sonido de la guitarra de la siguiente pista en el álbum: Sgt. Pepper's Lonely Hearts Club Band (Reprise). Es una de las razones por las que se ha dicho que es el primer álbum conceptual.

## Personal
El personal utilizado en la grabación de la canción fue el siguiente:
The Beatles
- John Lennon – voz principal, coros, guitarra rítmica (Epiphone Casino).
- Paul McCartney – bajo eléctrico (Rickenbacker 4001), guitarra líder (Fender Esquire), coros.
- George Harrison – guitarra rítmica (Epiphone Casino), pandereta, coros.
- Ringo Starr – batería (Ludwig Super Classic), pandereta.

- Barrie Cameron -  Saxo.

- David Glyde - Saxo.

- Alan Holmes - Saxo.

- John Lee -  Trombon.

- Griff West -  Trombon.

- Tom - Corno Francés.